# Matsukawa, Nagano (Kitaazumi)
Matsukawa (japanska: 松川村?, Matsukawa-mura) är en landskommun (by) i Nagano prefektur i Japan.  